# Чемпионат мира по шоссейным велогонкам 1962
Чемпионат мира по шоссейным велогонкам 1962 года проходил в Сало, Италия. Соревнования проводились в 4 дисциплинах.

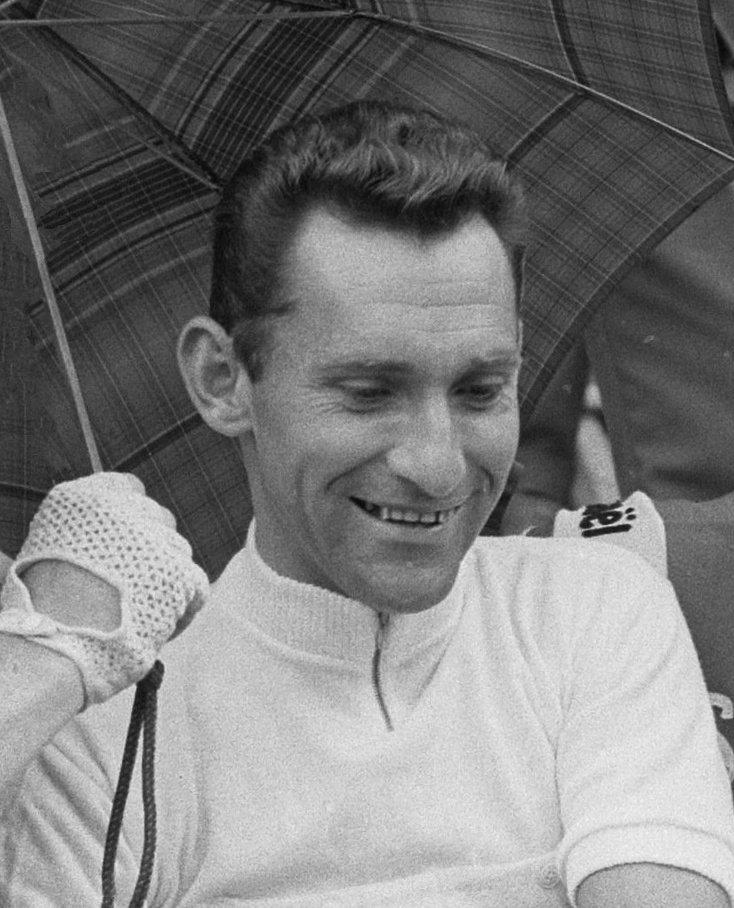
Жан Стаблински, чемпион среди профи

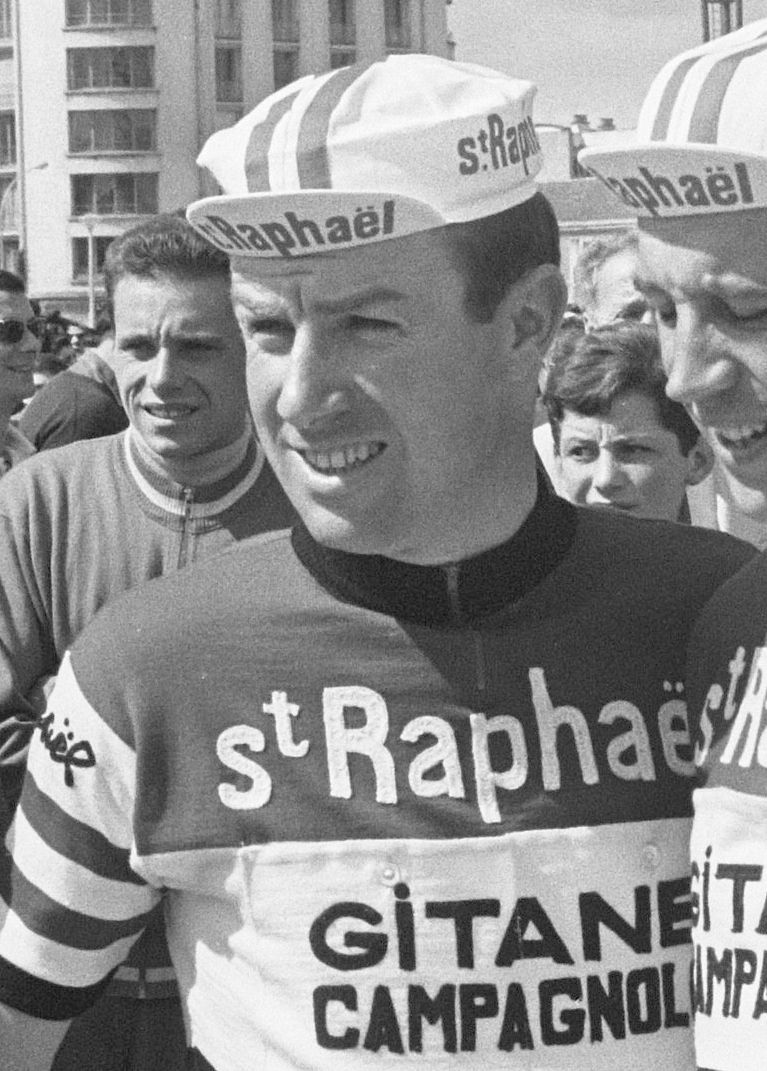
Шеймус Эллиотт — второй призёр

## Медалисты

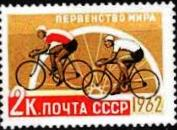
Почтовая марка СССР, 1962 год

| Велогонка     | Золото                                                                 | Золото     | Серебро                                                            | Серебро  | Бронза                                                                 | Бронза   |
| ------------- | ---------------------------------------------------------------------- | ---------- | ------------------------------------------------------------------ | -------- | ---------------------------------------------------------------------- | -------- |
| Мужчины       |                                                                        |            |                                                                    |          |                                                                        |          |
| Профессионалы | Жан Стаблински · Франция                                               | 7ч 43' 11" | Шеймус Эллиотт · Ирландия                                          | + 1' 22" | Йос Хувенарс · Бельгия                                                 | + 1' 44" |
| Любители      | Ренато Бончьони · Италия                                               |            | Оле Риттер · Дания                                                 |          | Ари ден Хартог · Нидерланды                                            |          |
| Команды       | Италия · Марио Майно · Антинио Тальяни · Дино Дзандегу · Данило Грасси |            | Дания · Оле Риттер · Вагн Бангсбург · Могенс Твиллинг · Оле Кройер |          | Уругвай · Рубен Эчебарне · Хуан Хосе Тимон · Вид Сенсик · Рене Пеццати |          |
| Женщины       |                                                                        |            |                                                                    |          |                                                                        |          |
|               | Мари-Роз Гаййар · Бельгия                                              |            | Ивонн Рейндерс · Бельгия                                           |          | Мари-Терез Нассенс · Бельгия                                           |          |

## Медальный зачёт по странам
| Место | Страна     | Золото | Серебро | Бронза | Всего |
| ----- | ---------- | ------ | ------- | ------ | ----- |
| 1     | Италия     | 2      | 0       | 0      | 2     |
| 2     | Бельгия    | 1      | 1       | 2      | 4     |
| 3     | Франция    | 1      | 0       | 0      | 1     |
| 4     | Дания      | 0      | 2       | 0      | 2     |
| 5     | Ирландия   | 0      | 1       | 0      | 1     |
| 6     | Уругвай    | 0      | 0       | 1      | 1     |
| 6     | Нидерланды | 0      | 0       | 1      | 1     |
| всего | всего      | 4      | 4       | 4      | 12    |

## Результаты

### Групповая гонка, мужчины, профессионалы
| место | имя               | страна     | время      |
| ----- | ----------------- | ---------- | ---------- |
| 1     | Жан Стаблински    | Франция    | 7ч 43' 11" |
| 2     | Шеймус Эллиотт    | Ирландия   | + 1’22"    |
| 3     | Йос Хувенарс      | Бельгия    | + 1’44"    |
| 4     | Рольф Вольфсхоль  | Германия   | + 1’54"    |
| 5     | Арландо Памбьянко | Италия     | + 2' 04"   |
| 6     | Хуб Зильверберг   | Нидерланды | + 2' 10"   |
| 7     | Зиги Ренц         | Германия   | + 2' 13"   |
| 8     | Анри Англад       | Франция    | + 2' 24"   |
| 9     | Хорст Ольденбург  | Германия   | + 2' 59"   |
| 10    | Франко Крибиори   | Италия     | + 3' 08"   |

### Групповая гонка, мужчины, любители
| место | имя             | страна     | время         |
| ----- | --------------- | ---------- | ------------- |
| 1     | Ренато Бончьони | Италия     | 4 часа 53’50" |
| 2     | Оле Риттер      | Дания      | + 9"          |
| 3     | Ари ден Хартог  | Нидерланды | + 12"         |

### Командная гонка с раздельным стартом, мужчины, любители
| место | страна                                                              | время      |
| ----- | ------------------------------------------------------------------- | ---------- |
| 1     | Италия · Марио Майно/Антинио Тальяни/ · Дино Дзандегу/Данило Грасси | 2ч 28' 48" |
| 2     | Дания · Оле Риттер/Вагн Бангсбург/ · Могенс Твиллинг/Оле Кройер     | + 8"       |
| 3     | Уругвай · Рубен Эчебарне/Хуан Хосе Тимон/ · Вид Сенсик/Рене Пеццати | + 3' 08"   |

### Групповая гонка, женщины
| место | имя                | страна  |
| ----- | ------------------ | ------- |
| 1     | Мари-Роз Гаййар    | Бельгия |
| 2     | Ивонн Рейндерс     | Бельгия |
| 3     | Мари-Терез Нассенс | Бельгия |